# Isla Tiwai
La isla Tiwai (en inglés: Tiwai Island, que literalmente en mende significa Isla Grande) es un santuario de vida silvestre y sitio turístico en el país africano de Sierra Leona. Administrada por la organización no gubernamental Fundación del Medio Ambiente para África, Tiwai posee 12 km² de superficie y está ubicada en la vera del río Moa, en la provincia del Sur. Constituye una de las islas más grandes del interior del país.

## Historia
Tiwai pertenecía al pueblo Barri hasta finales del siglo XIX, cuando la reina Nyarroh, la jefa barri, dio la mitad de la isla a la Jefa Koya cuyo territorio estaba en el lado opuesto del río Moa. A partir de entonces ambos pueblos comparten la propiedad de la isla. A finales de 1970 la isla fue reconocida como una biósfera especial para la conservación de la fauna silvestre. Los pueblos Barri y Koya pidieron entonces que se convirtiera la isla en un santuario de vida silvestre y en 1987 fue declarado como una reserva de animales. Las actividades de la comunidad, incluyendo el programa de conservación, la investigación ecológica, el manejo de vida silvestre, el turismo y la formación en gestión forestal se llevan a cabo en la isla. Luego, en 1991 estalló la guerra civil en Sierra Leona y el apoyo financiero para Tiwai fue detenido y los investigadores y los turistas no pudieron llegar a la isla. Tras el fin de la guerra civil, investigadores y turistas regresaron a la isla.

## Geografía
La isla Tiwai se encuentra en la Provincia del Sur, a 15 km de la ciudad de Potoru en el río Moa, a 60 km del Océano Atlántico. La isla tiene una superficie de 1.200 hectáreas (12 km²) y está entre 80 y 100 metros sobre el nivel del mar. El clima en la isla es tropical con una estación lluviosa entre mayo y octubre y una estación seca entre diciembre y marzo. La temperatura promedio es de 27 °C y las precipitaciones son de unos 3.000 mm al año.